# Rhytidoponera celtinodis
Rhytidoponera celtinodis é uma espécie de formiga do gênero Rhytidoponera.